# Тешедиково (район Шаля)
Тешедиково (словац. Tešedíkovo, венг. Pered) — деревня района Шаля Нитранского края Словакии.

## История
9 (21) июня 1849 русские войска (сводная дивизия генерал-лейтенанта Панютина) вместе с австрийскими в первый раз действовали против венгров в сражении при Переде в ходе революции 1848—1849 годов в Венгрии; победа осталась на стороне союзников и, обеспечив левое крыло австрийской армии, имела важное влияние на дальнейшие действия, так как дала возможность беспрепятственно исполнить задуманный австрийским главнокомандующим план сосредоточения своих главных сил на правом берегу реки Дунай. 

## Население
| Год:                | 1994 | 2004    | 2014    | 2024    |
| ------------------- | ---- | ------- | ------- | ------- |
| Количество человек: | 3751 | 3688    | 3745    | 3621    |
| Разница:            |      | −1,67 % | +1,54 % | −3,31 % |